# Station Riding Mill
Riding Mill is een spoorwegstation van National Rail in Riding Mill, Tynedale in Engeland. Het station is eigendom van Network Rail en wordt beheerd door Northern Rail. 